# Anagallis arvensis subsp. parviflora
Anagallis arvensis subsp. parviflora é uma subespécie de planta com flor pertencente à família Primulaceae. 
A autoridade científica da subespécie é (Hoffmanns. & Link) Arcang., tendo sido publicada em Compendio della Flora Italiana 573. 1882.

## Portugal
Trata-se de uma subespécie presente no território português, nomeadamente em Portugal Continental.
Em termos de naturalidade é nativa da região atrás indicada.

## Protecção
Não se encontra protegida por legislação portuguesa ou da Comunidade Europeia.